# Функциональное исчисление
В математике, функциональное исчисление — теория, позволяющая применять математические функции к математическим операторам. Сейчас это ветвь (точнее, несколько смежных областей) функционального анализа, связанная со спектральной теорией. (Исторически этот термин также использовался как синоним вариационного исчисления; это использование устарело, за исключением функциональной производной. Иногда он используется в отношении типов функциональных уравнений, или в логике для систем исчисления предикатов.)
Если {\displaystyle f} — числовая функция действительного числа, а {\displaystyle M} — оператор, то нет оснований для того, чтобы выражение {\displaystyle f(M)} имело смысл. Если это так, то мы больше не используем {\displaystyle f} в его исходной области определения. В традициях операционного исчисления алгебраические выражения в операторах обрабатываются независимо от их значения. Однако это проходит почти незаметно, если мы говорим о «возведении матрицы в квадрат», что имеет место при {\displaystyle f(x)=x^{2}} и {\displaystyle M} — {\displaystyle n\times n} матрице. Идея функционального исчисления состоит в том, чтобы создать принципиальный подход к такого рода перегрузке нотации.
Самый непосредственный случай — применить полиномиальные функции к квадратной матрице, расширяя то, что только что обсуждалось. В конечномерном случае полиномиальное функциональное исчисление дает довольно много информации об операторе. Например, рассмотрим семейство многочленов, которое аннулирует оператор {\displaystyle T}. Это семейство является идеалом в кольце многочленов. Кроме того, это нетривиальный идеал: пусть {\displaystyle n} — конечная размерность алгебры матриц, тогда {\displaystyle \{I,T,T^{2},...,T^{n}\}} линейно зависима. Итак, {\displaystyle \sum \limits _{i=0}^{n}\alpha _{i}T^{i}=0} для некоторых скаляров {\displaystyle \alpha _{i}}, не равных 0. Отсюда следует, что многочлен {\displaystyle \sum \limits _{i=0}^{n}\alpha _{i}x^{i}=0} лежит в идеале . Поскольку кольцо многочленов является областью главных идеалов, этот идеал порождается некоторым многочленом {\displaystyle m}. Если необходимо, умножая на единицу, мы можем выбрать {\displaystyle m} как монический многочлен. Когда это будет сделано, многочлен {\displaystyle m} будет в точности минимальным многочленом для {\displaystyle T}. Этот многочлен дает глубокую информацию о {\displaystyle T}. Например, скаляр {\displaystyle \alpha } является собственным значением {\displaystyle T} тогда и только тогда, когда {\displaystyle \alpha } является корнем {\displaystyle m}. Кроме того, иногда {\displaystyle m} можно использовать для эффективного вычисления экспоненты от {\displaystyle T}.
Исчисление полиномов не так информативно в бесконечномерном случае. Рассмотрим односторонний сдвиг с исчислением полиномов; идеал, определенный выше, теперь тривиален. Таким образом, нас интересуют более общие функциональные исчисления, чем полиномы. Предмет тесно связан с спектральной теорией, поскольку для диагональной матрицы или оператора умножения довольно ясно, какими должны быть определения.

## Борелевское функциональное исчисление
В функциональном анализе, ветвь математики, функциональное исчисление Бореля является функциональным исчислением (то есть присвоением операторов из коммутативных алгебр функциям, определенным на их спектрах), что имеет особенно широкую область применения. Таким образом, например, если {\displaystyle T} — оператор, применение функции возведения в квадрат {\displaystyle s\rightarrow s^{2}} к {\displaystyle T} дает оператор {\displaystyle T^{2}}. Используя функциональное исчисление для более крупных классов функций, мы можем, например, строго определить «квадратный корень» из (отрицательного) оператора Лапласа −{\displaystyle \Delta } или экспонента {\displaystyle e^{it\Delta }}.
«Область действия» здесь означает вид разрешенной функции оператора. Функциональное исчисление Бореля является более общим, чем непрерывное функциональное исчисление, и имеет иную направленность, чем голоморфное функциональное исчисление.
Точнее, функциональное исчисление Бореля позволяет нам применять произвольные функции Бореля для самосопряженного оператора таким образом, который обобщает применение полиномиальной функции.

### Мотивация
Если {\displaystyle T} — самосопряженный оператор на конечномерном пространстве {\displaystyle H}, то {\displaystyle H} имеет ортонормированный базис {\displaystyle \{e_{1},...,e_{l}\}}, состоящий из собственных векторов {\displaystyle T} , то есть
```
   

  

    

      

        
T

        

          
e

          

            
k

          

        

        
=

        

          
λ

          

            
k

          

        

        

          
e

          

            
k

          

        

        
,

        

        
1

        
≤

        
k

        
≤

        
l

      

    

    
{\displaystyle Te_{k}=\lambda _{k}e_{k},\qquad 1\leq k\leq l}

  

```

Таким образом, для любого положительного целого числа {\displaystyle n}
```
   

  

    

      

        

          
T

          

            
n

          

        

        

          
e

          

            
k

          

        

        
=

        

          
λ

          

            
k

          

          

            
n

          

        

        

          
e

          

            
k

          

        

      

    

    
{\displaystyle T^{n}e_{k}=\lambda _{k}^{n}e_{k}}

  

```

Если рассматривать только многочлены от {\displaystyle T}, то мы приходим к голоморфному функционалу исчисление. Возможны ли более общие функции {\displaystyle T}? Да. Имея борелевскую функцию {\displaystyle h}, можно определить оператор {\displaystyle h(T)}, задав его поведение на основе:
```
   

  

    

      

        
h

        
(

        
T

        
)

        

          
e

          

            
k

          

        

        
=

        
h

        
(

        

          
λ

          

            
k

          

        

        
)

        

          
e

          

            
k

          

        

        
.

      

    

    
{\displaystyle h(T)e_{k}=h(\lambda _{k})e_{k}.}

  

```

В общем, любой самосопряженный оператор {\displaystyle T} унитарно эквивалентен оператору умножения; это означает, что для многих целей {\displaystyle T} можно рассматривать как оператор
```
   

  

    

      

        
[

        
T

        
ψ

        
]

        
(

        
x

        
)

        
=

        
f

        
(

        
x

        
)

        
ψ

        
(

        
x

        
)

      

    

    
{\displaystyle [T\psi ](x)=f(x)\psi (x)}

  

```

действующий на {\displaystyle L^{2}} пространство с некоторой мерой. Область определения {\displaystyle T} состоит из тех функций, для которых приведенное выше выражение принадлежит {\displaystyle L^{2}}. В этом случае можно аналогично определить
```
   

  

    

      

        
[

        
h

        
(

        
T

        
)

        
ψ

        
]

        
(

        
x

        
)

        
=

        
[

        
h

        
∘

        
f

        
]

        
(

        
x

        
)

        
ψ

        
(

        
x

        
)

      

    

    
{\displaystyle [h(T)\psi ](x)=[h\circ f](x)\psi (x)}

  

```

Для многих технических целей предыдущая формулировка достаточно хороша. Однако желательно сформулировать функциональное исчисление таким образом, чтобы было ясно, что оно не зависит от конкретного представления T как оператора умножения.

## Голоморфное функциональное исчисление
В математике, голоморфное функциональное исчисление равно функциональному исчислению с голоморфными функциями. Другими словами, для голоморфной функции {\displaystyle f} с комплексным аргументом {\displaystyle z} и с оператором {\displaystyle T} цель состоит в том, чтобы построить оператор {\displaystyle f(T)}, который естественным образом расширяет функцию {\displaystyle f} от комплексного аргумента к аргументу оператора. Точнее, функциональное исчисление определяет непрерывный гомоморфизм алгебр от голоморфных функций в окрестности спектра оператора {\displaystyle T} к ограниченным операторам.
Рассмотрим случай, когда {\displaystyle T} является ограниченным линейным оператором в некотором банаховом пространстве. В частности, {\displaystyle T} может быть квадратной матрицей с комплексными элементами.

### Мотивация

#### Потребность в общем функциональном исчислении
В этом разделе {\displaystyle T} будет предполагаться как {\displaystyle n\times n} матрица с комплексными элементами.
Если данная функция {\displaystyle f} относится к определенному специальному типу, существуют естественные способы определения {\displaystyle f(T)}. Например, если
```
   

  

    

      

        
p

        
(

        
x

        
)

        
=

        

          
∑

          

            
i

            
=

            
0

          

          

            
m

          

        

        

          
a

          

            
i

          

        

        

          
z

          

            
i

          

        

      

    

    
{\displaystyle p(x)=\sum \limits _{i=0}^{m}a_{i}z^{i}}

  

```

является сложным многочленом, можно просто заменить {\displaystyle T} на {\displaystyle z} и определить
```
   

  

    

      

        
p

        
(

        
T

        
)

        
=

        

          
∑

          

            
i

            
=

            
0

          

          

            
m

          

        

        

          
a

          

            
i

          

        

        

          
T

          

            
i

          

        

      

    

    
{\displaystyle p(T)=\sum \limits _{i=0}^{m}a_{i}T^{i}}

  

```

где {\displaystyle T^{0}=I}, единичной матрице. Это полиномиальное функциональное исчисление. Это гомоморфизм кольца многочленов в кольцо матриц размера {\displaystyle n\times n}.
Немного расширяясь от многочленов, если {\displaystyle f:\mathbb {C} \rightarrow \mathbb {C} } голоморфна всюду, то есть целая функция, с рядом Маклорена
```
   

  

    

      

        
f

        
(

        
z

        
)

        
=

        

          
∑

          

            
i

            
=

            
0

          

          

            
∞

          

        

        

          
a

          

            
i

          

        

        

          
z

          

            
i

          

        

      

    

    
{\displaystyle f(z)=\sum \limits _{i=0}^{\infty }a_{i}z^{i}}

  

,
```

, имитируя полиномиальный случай, предлагаем определить
```
   

  

    

      

        
f

        
(

        
T

        
)

        
=

        

          
∑

          

            
i

            
=

            
0

          

          

            
∞

          

        

        

          
a

          

            
i

          

        

        

          
T

          

            
i

          

        

      

    

    
{\displaystyle f(T)=\sum \limits _{i=0}^{\infty }a_{i}T^{i}}

  

,
```

Так как ряд Маклорена сходится везде, указанный ряд будет сходиться в выбранной операторной норме. Примером этого является экспонента матрицы. Замена {\displaystyle z} на {\displaystyle T} в ряду Маклорена {\displaystyle f(z)=e^{z}} дает
```
    

  

    

      

        
f

        
(

        
T

        
)

        
=

        

          
e

          

            
T

          

        

        
=

        
I

        
+

        
T

        
+

        

          

            

              
T

              

                
2

              

            

            

              
2

              
!

            

          

        

        
+

        

          

            

              
T

              

                
3

              

            

            

              
3

              
!

            

          

        

        
+

        
.

        
.

        
.

      

    

    
{\displaystyle f(T)=e^{T}=I+T+{\frac {T^{2}}{2!}}+{\frac {T^{3}}{3!}}+...}

  

```

Требование, чтобы ряд Маклорена {\displaystyle f} везде сходился, можно несколько ослабить. Из вышесказанного очевидно, что все, что действительно нужно, — это радиус сходимости ряда Маклорена, превышающий {\displaystyle ||T||}, операторную норму {\displaystyle T}. Это несколько расширяет семейство {\displaystyle f}, для которого {\displaystyle f(T)} может быть определено с помощью приведенного выше подхода. Однако это не совсем удовлетворительно. Например, из теории матриц находится факт, что каждое невырожденное {\displaystyle T} имеет логарифм {\displaystyle S} в том смысле, что {\displaystyle e^{S}=T}. Желательно иметь функциональное исчисление, позволяющее определить для невырожденного {\displaystyle T}, {\displaystyle ln(T)} такой, что он совпадает с {\displaystyle S}. Этого нельзя сделать с помощью степенного ряда, например логарифмического ряда
```
   

  

    

      

        
l

        
n

        
(

        
z

        
+

        
1

        
)

        
=

        
z

        
−

        

          

            

              
z

              

                
2

              

            

            
2

          

        

        
+

        

          

            

              
z

              

                
3

              

            

            
3

          

        

      

    

    
{\displaystyle ln(z+1)=z-{\frac {z^{2}}{2}}+{\frac {z^{3}}{3}}}

  

, 
```

сходится только на открытой единичной окружности. Подстановка {\displaystyle T} вместо {\displaystyle z} в ряд не дает четко определенного выражения для {\displaystyle ln(T+I)} для обратимого {\displaystyle T+I} с {\displaystyle ||T||\geq 1}. Таким образом, требуется более общее функциональное исчисление.

#### Функциональное исчисление и спектр
Ожидается, что необходимое условие для того, чтобы {\displaystyle f(T)} имело смысл, — это определение {\displaystyle f} на спектре {\displaystyle T}. Например, спектральная теорема для нормальных матриц утверждает, что каждая нормальная матрица унитарно диагонализуема. Это приводит к определению {\displaystyle f(T)}, когда {\displaystyle T} нормален. Возникают трудности, если {\displaystyle f(\lambda )} не определена для некоторого собственного значения {\displaystyle \lambda } оператора {\displaystyle T}.
Другие указания также подтверждают идею о том, что {\displaystyle f(T)} может быть определена, только если {\displaystyle f} определена на спектре {\displaystyle T}. Если {\displaystyle T} необратима, тогда (вспоминая, что {\displaystyle T} — матрица размера {\displaystyle n\times n}) 0 — собственное значение. Поскольку натуральный логарифм не определен в 0, можно ожидать, что {\displaystyle ln(T)} не может быть определено естественным образом. Это действительно так. В качестве другого примера для
```
   

  

    

      

        
f

        
(

        
z

        
)

        
=

        

          

            
1

            

              
(

              
z

              
−

              
2

              
)

              
(

              
z

              
−

              
5

              
)

            

          

        

      

    

    
{\displaystyle f(z)={\frac {1}{(z-2)(z-5)}}}

  

```

разумным способом вычисления {\displaystyle f(T)} может быть
```
   

  

    

      

        
f

        
(

        
T

        
)

        
=

        
(

        
T

        
−

        
2

        
I

        

          
)

          

            
−

            
1

          

        

        
(

        
T

        
−

        
5

        
I

        

          
)

          

            
−

            
1

          

        

      

    

    
{\displaystyle f(T)=(T-2I)^{-1}(T-5I)^{-1}}

  

. 
```

Однако это выражение не определено, если обратной матрицы в правой части не существуют, то есть если 2 или 5 являются собственными значениями {\displaystyle T}.
Для данной матрицы {\displaystyle T} собственные значения {\displaystyle T} определяют, в какой степени {\displaystyle f(T)} можно определить; то есть {\displaystyle f(\lambda )} должен быть определен для всех собственных значений {\displaystyle \lambda } оператора {\displaystyle T}. Для общего ограниченного оператора это условие переводится как «{\displaystyle f} должно быть определено на спектре оператора {\displaystyle T}». Это предположение оказывается разрешающим условием, так что отображение функционального исчисления, {\displaystyle f\rightarrow f(T)}, имеет определенные желаемые свойства.

## Непрерывное функциональное исчисление
В математике, особенно в теории операторов и теории C *-алгебры, непрерывное
функциональное исчисление — это функциональное исчисление, которое позволяет применять непрерывные функции к нормальным элементам C*-алгебры.

### Теорема
Теорема. Пусть {\displaystyle x} будет нормальным элементом C*-алгебры {\displaystyle A} с единичным элементом {\displaystyle e}. Тогда существует единственное отображение
{\displaystyle \pi :f\rightarrow f(x)}, определенное для непрерывной функции {\displaystyle f} на спектре {\displaystyle \sigma (x)} элемента {\displaystyle x}, такое, что {\displaystyle \pi } является сохраняющим единицу морфизмом C*-алгебр и {\displaystyle \pi (1)=e} и {\displaystyle \pi (id)=x}, где {\displaystyle id} обозначает функцию {\displaystyle z\rightarrow z} на {\displaystyle \sigma (x)}.
Доказательство этого факта почти сразу следует из представления Гельфанда: достаточно предположить, что {\displaystyle A} является C*-алгеброй непрерывных функций на некотором компакте {\displaystyle X}, и определить
{\displaystyle \pi (f)=f\circ x}
Единственность следует из применения теоремы Стоуна-Вейерштрасса.
В частности, это означает, что ограниченные нормальные операторы в гильбертовом пространстве имеют непрерывное функциональное исчисление.